# Vagn Åkesson
Vagn Åkesson (también Ágason o Aagesen) era un vikingo danés de Bornholm, a finales del siglo X que se cita en la saga Jomsvikinga. A la edad de 12 años Vagn que era un precoz guerrero, solicitó entrar a formar parte de la hermandad mercenaria de los jomsvikingr.
Según la saga, Vagn era hijo de Aude Hvide, hijo de Palnatoke, y Þórgunnr Vésetadóttir (n. 1000), hija del jarl Vesete. A su vez hijo adoptivo del caudillo Bjorn el Galés. Sorprendido por el coraje mostrado por Vagn, Palnatoke le permitió (tras primero intentar disuadirle) probar su valor con un holmgang (duelo) contra Sigvaldi Strut-Haraldsson, a quien Vagn derrotó. Fue admitido en la hermandad aunque el código Jomsviking no aceptaba el ingreso de hombres menores de 18 años. 
Palnatoke adoptó a Vagn como protegido, descrito como el más intrépido de los Jomsvikings. El coraje de Vagn contrasta con el pragmatismo (algunos dirían cobardía) mostrado por Sigvaldi. Tras la muerte de Palnatoke, Sigvaldi le sucedió como caudillo de la orden. 
En la Batalla de Hjörungavágr, Sigvaldi ordenó la retirada, una orden que enfureció a Vagn y rehusó obedecer. 
Según la saga, Vagn incluso lanzó su lanza en dirección a Sigvaldi, pero falló. Vagn logró sobrevivir la batalla con honor y salvado por Eirik Håkonsson, mientras Sigvaldi fue objeto de burla.
Tras la derrota de los jomsvikings y la desaparición de la hermandad, regresó a Funen donde tenía sus propiedades. Casó con Ingeborg, hija de Thorkel Leira por intervención del jarl de Lade Eirik Håkonsson. Según la leyenda, de Vagn e Ingeborg descienden muchos hombres de renombre. Su hija  Þórgunnr Vagnadóttir se casó con Thrugot Ulfsson Fagerskinna, hijo de Ulf el gallego.